# Rudolf Rüdt von Collenberg-Eberstadt
Rudolf Freiherr Rüdt von Collenberg-Eberstadt (* 8. August 1836 in Rastatt; † 14. Januar 1900 in Mannheim; evangelisch) war Jurist und Landeskommissär, vergleichbar mit einem heutigen Regierungspräsidenten. Ebenso war er Abgeordneter der ersten Kammer der Badischen Ständeversammlung.

## Familie
Rüdt von Collenberg-Eberstadt, aus der Familie Rüdt von Collenberg, war der Sohn des Franz Rüdt von Collenberg-Eberstadt (1789–1869), Staatsrat und Innenminister, und der Caroline geborene Mors. Er war seit dem 1. Juli 1865 verheiratet mit Mathilde, geborene von Noël (* 17. März 1846 in Karlsruhe; † 1. Januar 1921 in Wiesbaden-Sonnenberg), Tochter des Obersten Felix Hyazinth von Noël (1789–1856) aus Karlsruhe und Enkelin des fürstlich salm-salm’schen Kanzlers Peter Franz von Noël. Mathilde Rüdt von Collenberg war eine Aktivistin der deutschen Frauenbewegung und Begründerin der altkatholischen Frauenbewegung. Aus dieser Ehe entstammen zwei Kinder: Friedrich Otto (* 25. November 1873 in Meßkirch) und Elsa Felicitas (* 21. Juli 1879 in Waldshut).

## Ausbildung
Rüdt von Collenberg-Eberstadt besuchte das Lyzeum in Wertheim, wo er 1855 das Abitur ablegte. Ab dem Wintersemester 1855/56 studierte er Rechtswissenschaften zunächst an der Universität Heidelberg, unterbrochen durch zwei Semester an der Universität Freiburg. In Heidelberg wurde er Mitglied des Corps Suevia Heidelberg. Er legte 1860 sein erstes Staatsexamen in Heidelberg ab. Am 30. Januar 1861 wurde er Hofjunker und 1861 Volontär beim Amtsgericht in Karlsruhe. Zum 1. April 1862 wurde er Aktuar beim Amtsgericht Baden-Baden und im November 1862 erneut Volontär beim Amtsgericht Karlsruhe. Vom 10. Februar bis 19. August 1863 war er Praktikant beim Hofgericht in Bruchsal und bestand 1864 die zweite Staatsprüfung.

## Laufbahn
- 16. Juni 1864 Praktikant beim Hofgericht in Bruchsal
- 2. August bis 1. Oktober 1864 Gehilfe beim Bezirksamt Bruchsal
- 7. Februar 1865 Dienstverweser beim Bezirksamt Bretten
- 2. Dezember 1865 Gehilfe beim Bezirksamt Freiburg und dort am 5. November 1866 zum Amtmann ernannt
- 6. Dezember 1867 Kammerjunker
- 25. November 1869 Amtmann beim Bezirksamt Rastatt
- 13. April 1871 Amtsvorstand beim Bezirksamt Meßkirch und dort am 18. Dezember 1872 zum Oberamtmann befördert
- 23. Mai 1874 Amtsvorstand beim Bezirksamt Überlingen
- 16. Dezember 1875 Kammerherr
- 9. Mai 1877 Amtsvorstand beim Bezirksamt Waldshut
- 2. November 1881 Amtsvorstand bei Bezirksamt Bruchsal und dort am 24. April 1883 zum Stadtdirektor ernannt
- 24. April 1887 zum Geheimen Regierungsrat befördert
- 4. Oktober 1891 Amtsvorstand beim Bezirksamt Mannheim
- 10. Juni 1896 Ministerialrat und Landeskommissär der Kreise Mannheim, Heidelberg und Mosbach
- 27. September 1897 befördert zum Geheimen Oberregierungsrat

## Politische Betätigung
1876 bis 1879 Abgeordneter der ersten badischen Kammer als Vertreter des grundherrlichen Adels unterhalb der Murg.

## Nebentätigkeit
- 4. April 1868 akademischer Disziplinarbeamter der Universität Freiburg in seiner Funktion als Stadtamtmann
- 16. Dezember 1891 bis 1896 Hofkommissär beim Hoftheater Mannheim in seiner Funktion als Amtsvorstand beim Bezirksamt Mannheim
- 30. Dezember 1896 Staatskommissar an der Börse Mannheim

## Auszeichnungen
- 1881 Ritterkreuz 1. Klasse des Zähringer Löwen-Ordens
- 1892 Ritterkreuz 1. Klasse mit Eichenlaub des Zähringer Löwen-Ordens
- 1895 Preußischer Roter Adler-Orden 3. Klasse